# Benedetto Ippolito Maffeis
Benedetto Ippolito Maffeis (Gazzaniga, 13 agosto 1920 – Cefalonia, 22 settembre 1943) è stato un militare e partigiano italiano, medaglia d'oro al valor militare alla memoria.

## Biografia
Inquadrato nel 33º Reggimento artiglieria della "Acqui", è stato uno degli eroici difensori di Cefalonia. Nel 1967, il Presidente della Repubblica Giuseppe Saragat ha decretato per il giovane artigliere bergamasco la medaglia d'oro al valor militare alla memoria.